# MAZE WORLD
「MAZE WORLD」（メイズ・ワールド）は、手越祐也の楽曲。7枚目の配信限定シングルとして2022年4月30日にフォーライフミュージックから発売。

## 概要
- ソロプロジェクト2022 第一弾。
- 現代のSNS社会に起こり得るようなデジタル世界が作り出す“MAZE＝迷路、迷宮”に迷い込んだ、謎解きのようなストーリー展開のデジタルオルタナティヴロックナンバー。
- 『手越祐也 LIVE TOUR 2022 NEW FRONTIER』ツアーファイナルにあたる4月29日LINE CUBE SHIBUYA公演終了後突如この新曲MVが公開された。
- MVは『手越祐也 LIVE TOUR 2022 NEW FRONTIER』ツアー期間中に開催各地でロケを行った。

## 収録曲
1. MAZE WORLD
作詞：ucio
作曲：SiZK, Stephen MacNair
編曲：SiZK

## リリース
2022年4月30日から配信リリース。品番はDISA-0402。